# Konstanty Lossow
Konstanty Zygmunt Lossow (ur. 9 marca 1936 w Poznaniu) – polski profesor nauk rolniczych w dziedzinie inżynieria i ochrona środowiska, specjalista w zakresie limnologii, ochrony i rekultywacji jezior, doktor honoris causa Akademii Rolniczej w Szczecinie

## Życiorys
Studiował na Wydziale Rybackim Wyższej Szkoły Rolniczej w Olsztynie, otrzymując kolejno dyplomy inżyniera (1959) i magistra inżyniera (1962). Po studiach został zatrudniony na macierzystym wydziale, gdzie w 1969 otrzymał stopień doktora nauk przyrodniczych. Stopień doktora habilitowanego otrzymał w 1982 na Wydziale Rybackim Akademii Rolniczej w Szczecinie. W 1999 nadano mu tytuł profesora. W 2007 został doktorem honoris causa Akademii Rolniczej w Szczecinie. W tym samym roku został laureatem Medalu Profesora Stanisława Korwin-Sakowicza.

## Wybrane publikacje
- Ochrona i rekultywacja jezior. Teoria a praktyka. „Idee Ekol.” 1998, 13, Seria Szkice, s. 55–70
- Jeziora – rekultywacja, przegląd metod. „Prz. Komun.” 2000, 9 (108), s. 91–106
- Ochrona zbiorników wodnych. „Prz. Komun.”  2000, 9, s. 92–93 (wsp. Helena Gawrońska)
- Preliminary restoration results of Lake Głęboczek in Tuchola by phosphorus inactivation with polyaluminium chloride (PAX). Limnol. Rev. 2002, 2, s. 265–273  (wsp. Helena Gawrońska, Michał Łopata)
- Selection criteria for restoration method on Lake Suskie. „Limnol. Rev.” 2004, 4, s. 143–152  (wsp. Helena Gawrońska)
- Jeziora Olsztyna stan troficzny, zagrożenia. SPW Edycja  2005. ISBN 83-88545-76-0 (wsp. Helena Gawrońska, Czesław Mientki, Michał Łopata, Grzegorz Wiśniewski)
- Rekultywacja Jeziora Długiego w Olsztynie. Wyd. Edycja Olsztyn 2005, 52 ss. ISBN 83-88545-51-5 (wsp. Helena Gawrońska, Jolanta Grochowska)